# Orbinia norvegica
Orbinia norvegica är en ringmaskart som först beskrevs av Sars 1872.  I den svenska databasen Dyntaxa används istället namnet Phylo norvegica. Enligt Catalogue of Life ingår Orbinia norvegica i släktet Orbinia och familjen Orbiniidae, men enligt Dyntaxa är tillhörigheten istället släktet Phylo och familjen Orbiniidae. Arten är reproducerande i Sverige. Inga underarter finns listade i Catalogue of Life.